# Chasme kochi
Chasme kochi är en skalbaggsart som beskrevs av Schein 1959. Chasme kochi ingår i släktet Chasme och familjen Melolonthidae. Inga underarter finns listade i Catalogue of Life.